# Filipijnse koekoeksduif
De Filipijnse koekoeksduif (Macropygia tenuirostris) is een vogel uit de familie Columbidae (duiven).

## Verspreiding en leefgebied
Deze soort komt voor op Borneo, de Filipijnen en Taiwan en telt vier ondersoorten:
- M. t. phaea: Calayan (Filipijnen).
- M. t. tenuirostris: De rest van de Filipijnen behalve Palawan en de Batanes
- M. t. borneensis: Borneo.
- M. t. septentrionalis: Batanes (Noorden van de Filipijnen) en  Lanyu (nabij zuidelijk Taiwan).